# Aloe paedogona
Aloe paedogona é uma espécie de liliopsida do gênero Aloe, pertencente à família Asphodelaceae.